# Komisja Nadzwyczajna do rozpatrzenia projektów ustaw lustracyjnych
Komisja Nadzwyczajna do rozpatrzenia projektów ustaw lustracyjnych – komisja sejmowa II kadencji powołana do pracy nad projektami ustaw związanych z lustracją osób pełniących funkcje publiczne.
Komisja została powołana uchwałą z 23 sierpnia 1996 (posiedzenie nr 86, głosowanie nr 15: 399 głosów za, 6 posłów wstrzymało się, bez głosów sprzeciwu; druk nr 1799/GP). Działała do końca kadencji Sejmu.
Przewodniczącym Komisji Nadzwyczajnej był Bogdan Pęk.
Komisja rozpatrzyła pięć projektów ustaw związanych z lustracją:
- Poselski projekt ustawy o warunkach wstępnych zajmowania niektórych stanowisk państwowych w Rzeczypospolitej Polskiej (druk nr 499 z dn. 1994-06-23)
- Poselski projekt ustawy lustracyjnej (druk nr 1494 z dn. 1996-01-19)
- Przedstawiony przez Prezydenta Rzeczypospolitej Polskiej projekt ustawy o Komisji Zaufania Publicznego (druk nr 1513 z dn. 1996-02-01)
- Poselski projekt ustawy o wyodrębnieniu, przechowywaniu oraz udostępnianiu informacji o pracownikach i tajnych współpracownikach organów bezpieczeństwa państwa w latach 1944–1989 (druk nr 1534 z dn. 1996-01-31)
- Poselski projekt ustawy o ujawnieniu pracy w organach bezpieczeństwa państwa lub współpracy z nimi w latach 1944–1990 osób pełniących funkcje publiczne (druk nr 1582 z dn. 1996-03-01)